# Нидергеклер
Нидергеклер (нем. Niedergeckler) — община в Германии, в земле Рейнланд-Пфальц. 
Входит в состав района Айфель-Битбург-Прюм. Подчиняется управлению Нойербург.  Население составляет 43 человека (на 31 декабря 2010 года). Занимает площадь 1,39 км².